# دينيس هاريس (الطب البديل)
الدكتور دينيس هوارد هاريس (الطب البديل) (بالإنجليزية: Dennis Harris (alternative medicine))‏، من مواليد مارس 1938، في أكرون، أوهايو، هو طبيب معروف ببيع علاجات الطب البديل. قام هاريس بتطوير وتسويق العديد من المنتجات، بما في ذلك منتج كان موضوع شكوى لجنة التجارة الفيدرالية لعام 2003 مما أدى إلى أمر يمنع شركته ومسؤوليها بشكل أساسي من تقديم متطلبات صحية لا تدعمها أدلة علمية.

## سيرة شخصية
في عام 1963، حصل هاريس على شهادته من كلية الطب بجامعة ولاية أوهايو. بعد تدريب الإقامة في الطب الفيزيائي وإعادة التأهيل في جامعة ولاية أوهايو وكلية الطب الجنوبية الغربية،جامعة تكساس، انتقل هاريس إلى سكوتسديل، أريزونا، لبدء الممارسة الخاصة. في عام 1968، أنشأ هاريس قسم الطب الفيزيائي وإعادة التأهيل في مستشفى سكوتسديل التذكاري في عام 1968 وأنشأ لاحقًا برنامج التحكم في الألم في الجنوب الغربي.

## الطب البديل
شارك هاريس في العديد من منتجات الطب البديل ويقوم بتسويقها على المستوى الوطني في الإعلانات التجارية والإعلانات الإذاعية.
كان هاريس موضوع شكوى من لجنة التجارة الفيدرالية، أغلقت في 29 يوليو 2003 بأمر يمنع شركته ومسؤوليها بشكل أساسي من تقديم مطالبات صحية لا تدعمها أدلة علمية. في الشكوى، شكلت ادّعاءات وأفعال هاريس وشركائه والشركة التي أنتجت وسوقت صيغة دكتور هاريس الأصلية للشخير «أفعالًا أو ممارسات غير عادلة أو خادعة»، بما في ذلك إنشاء «إعلانات كاذبة»، بما ينتهك القانون الفيدرالي قانون لجنة التجارة.